# 卡賓扁花鱂
卡賓扁花鱂，為輻鰭魚綱鯉齒目鯉齒亞目花鳉科的其中一種，分布於非洲剛果民主共和國、安哥拉的淡水流域，體長可達5公分，棲息在溪流、沼澤，屬肉食性，可作為觀賞魚。

## 擴展閱讀
維基物種上的相關：卡賓扁花鱂